# گورستان سرماج ۱
قبرستان ۱ سرماج مربوط به سده‌های میانه و متاخر دوران‌های تاریخی پس از اسلام است و در شهرستان هرسین، بخش بیستون، دهستان شیرز، روستای سرماج حسین خانی واقع شده و این اثر در تاریخ ۲۶ اسفند ۱۳۸۷ با شمارهٔ ثبت ۲۵۴۹۵ به‌عنوان یکی از آثار ملی ایران به ثبت رسیده است.